# Сайгатина
Сайгатина — деревня в России, находится в Сургутском районе, Ханты-Мансийского автономного округа — Югры. Входит в состав Сельского поселения Солнечный.
Население на 1 января 2022 года составляло 1137 человек.
Почтовый индекс — 628452, код ОКАТО — 71126908003.

## Статистика населения
| Год  | Численность постоянного населения (среднегодовая) |
| ---- | ------------------------------------------------- |
| 2002 |                                                   |
| 2008 | 730                                               |
| 2022 | 1137                                              |

## Климат
Климат резко континентальный, зима суровая, с сильными ветрами и метелями, продолжающаяся семь месяцев. Лето относительно тёплое, но быстротечное.